# هرمان فون شميد
هرمان فون شميد (بالألمانية: Hermann von Schmid)‏ هو محامي وكاتب ألماني، ولد في 30 مارس 1815 في Waizenkirchen ‏ في النمسا، وتوفي في 19 أكتوبر 1880 في ميونخ في ألمانيا.